# Jan Callebaut
Jan Jozef Victor Callebaut (Geraardsbergen, 8 november 1955 - Aalst, 31 augustus 2022) was een Belgisch marketeer en communicatiespecialist. Hij was vooral bekend door zijn succesvol advies aan politicus Yves Leterme en de VRT.
Callebaut studeerde marketing aan de UGent en deed daarna nog een aantal jaar onderzoek als assistent aan de UGent. Hij ontwikkelde marktonderzoekstechnieken voor consumentengedrag op basis van psychoanalyse. 
In 1987 richt hij, samen met psycholoog Hendrik Hendrickx, Censydiam (Center for Systematic Diagnostics in Marketing) op, en verkocht het in 2003. Later werd het deel van Ipsos. De Censydiam-methode werd gebruikt om zowel bedrijven (zoals Coca-Cola en Volvo) als politici te adviseren.
In 1989 adviseerde hij de toenmalige BRT om zich als reactie op de opkomende concurrentie van VTM te herpositioneren naar drie tv-merken voor drie marktsegmenten: Canvas, Ketnet en Eén. Hetzelfde gebeurde ook voor radio.
De Vlaamse politici (o.a. Steve Stevaert) zagen zijn succes in de bedrijfswereld en gingen ook bij Callebaut te rade. Callebauts naam raakte vooral verbonden aan CD&V. In 2008 loodste Callebaut oud-premier Yves Leterme naar de 800.000 voorkeurstemmen, een monsterscore in Belgische verkiezingen. Ook Kris Peeters kreeg advies van Callebaut.
Tussen 2009 en 2019 werkte hij samen met de VRT de thema’s voor de verkiezingsshows uit.
Occasioneel uitte hij ook publiekelijk kritiek. “Tijdens de verkiezingscampagne voor een nieuwe CD&V-voorzitter zijn de pijnpunten van de partij goed blootgelegd, de leden hebben met Joachim Coens een leider naar hun beeltenis gekozen. En niet iemand die misschien de rest van de samenleving zou kunnen inspireren, zoals Sammy Mahdi” of nog ”Geen van de Vivaldi-partijen slaagt erin de problemen die de mensen bezighouden te verwoorden”

## Werken (selectie)
- Dirk Lorré, Jan Callebaut, Madeleine Janssens (1995). The naked consumer : the secret of motivational research in global marketing. Censydiam Institute. ISBN 9090077790.
- Jan Callebaut, Hendrik Hendrickx, Madeleine Janssens, Censydiam Institute (2002). The naked consumer today: or an overview of why consumers really buy things, and what this means for marketing. Garant, pp. 206. ISBN 9789044113587.
- Jan Callebaut en Ivan De Vadder (2020). Het DNA van Vlaanderen. Uitgeverij Vrijdag, Antwerpen, pp. 328. ISBN 9789460018626.
- Karel Demeester, Sarah Steenhaut, Jan Callebaut (15 oktober 2020). Act human Waarom succesvolle organisaties investeren in langdurige relaties. LannooCampus, pp. 200. ISBN 9789401472470.

- Gemeinsame Normdatei: 173461530
- International Standard Name Identifier: 0000 0001 0898 097X
- Library of Congress Control Number: no00040980
- Nationale Bibliotheek van Israël: 987007450100305171
- Nederlandse Thesaurus van Auteursnamen: 182848566
- Système universitaire de documentation: 189662514
- Virtual International Authority File: 48770649
- WorldCat: E39PBJwHmtphf8tvCGG664bPQq